# Eucytherura hazeli
Eucytherura hazeli är en kräftdjursart som beskrevs av Brouwers 1994. Eucytherura hazeli ingår i släktet Eucytherura och familjen Cytheruridae. Inga underarter finns listade i Catalogue of Life.